# Arrondissement Kassel
Kassel is een voormalig arrondissement in het Noorderdepartement in de Franse regio Hauts-de-France. Het arrondissement werd op 17 februari 1800 gevormd. In 1857 werd de onderprefectuur verplaatst naar Hazebroek en de naam hieraan aangepast. Op 10 september 1926 werd ook het arrondissement Hazebroek opgeheven.

## Kantons
Het arrondissement was samengesteld uit de volgende kantons:
- kanton Belle
- kanton Kassel
- kanton Hazebroek
- kanton Meregem
- kanton Steenvoorde